# Timothy Widdicombe
Timothy Widdicombe (6 de marzo de 1990) es un deportista australiano que compitió en remo. Ganó una medalla de plata en el Campeonato Mundial de Remo de 2013, en la prueba de ocho con timonel ligero.

## Palmarés internacional
| Campeonato Mundial | Campeonato Mundial      | Campeonato Mundial | Campeonato Mundial      |
| Año                | Lugar                   | Medalla            | Prueba                  |
| ------------------ | ----------------------- | ------------------ | ----------------------- |
| 2013               | Chungju (Corea del Sur) | Medalla de plata   | Ocho con timonel ligero |